# Liste der Mitglieder der Verfassunggebenden Landesversammlung (Bayern)
Diese Liste gibt einen Überblick über alle Mitglieder der Verfassunggebenden Landesversammlung in Bayern, die zwischen dem 15. Juli 1946 und dem 26. Oktober 1946 die neue Verfassung des Freistaates Bayern ausarbeitete.

## Abgeordnete
| Name                                | Lebensdaten | Partei       | Wahlkreis                 | Anmerkungen                                        |
| ----------------------------------- | ----------- | ------------ | ------------------------- | -------------------------------------------------- |
| Max Allwein                         | 1904–1977   | CSU          | Oberbayern                |                                                    |
| Lina Ammon                          | 1889–1969   | SPD          | Mittelfranken/Oberfranken |                                                    |
| Willi Ankermüller                   | 1901–1986   | CSU          | Unterfranken              |                                                    |
| Rosa Aschenbrenner                  | 1885–1967   | SPD          | Oberbayern                |                                                    |
| Georg Bachmann                      | 1885–1971   | CSU          | Mittelfranken/Oberfranken |                                                    |
| Hannsheinz Bauer                    | 1909–2005   | SPD          | Unterfranken              |                                                    |
| Hermann Bauer                       | 1905–1983   | CSU          | Niederbayern/Oberpfalz    |                                                    |
| Michael Baumann                     | 1897–1970   | KPD          | Niederbayern/Oberpfalz    |                                                    |
| Leonhard Baumeister                 | 1904–1972   | CSU          | Schwaben                  |                                                    |
| Joseph Baumgartner                  | 1904–1964   | CSU          | Unterfranken              | Staatsminister                                     |
| Rupert Berger                       | 1896–1958   | CSU          | Oberbayern                |                                                    |
| Karl Bickleder                      | 1888–1958   | CSU          | Niederbayern/Oberpfalz    |                                                    |
| Dionys Bittinger                    | 1894–1954   | SPD          | Schwaben                  |                                                    |
| Paul Brand                          | 1897–1969   | CSU          | Mittelfranken/Oberfranken |                                                    |
| Josef Braun                         | 1892–1971   | CSU          | Niederbayern/Oberpfalz    |                                                    |
| Otto Bruckmeir                      | 1887–1948   | CSU          | Schwaben                  |                                                    |
| Josef Brumberger                    | 1890–1971   | CSU          | Mittelfranken/Oberfranken |                                                    |
| Eustach Bühner                      | 1885–1949   | CSU          | Unterfranken              |                                                    |
| Thomas Dehler                       | 1897–1967   | FDP          | Mittelfranken/Oberfranken |                                                    |
| Maria Deku                          | 1901–1983   | CSU          | Niederbayern/Oberpfalz    |                                                    |
| Hans Dietl                          | 1894–1981   | SPD          | Niederbayern/Oberpfalz    |                                                    |
| Bartholomäus Dorn                   | 1875–1949   | CSU          | Niederbayern/Oberpfalz    |                                                    |
| Ludwig Dreifuß                      | 1883–1960   | SPD          | Schwaben                  |                                                    |
| Alois Drexler                       | 1912–1988   | CSU          | Niederbayern/Oberpfalz    |                                                    |
| Alois Egger                         | 1905–1974   | CSU          | Niederbayern/Oberpfalz    |                                                    |
| Hans Ehard                          | 1887–1980   | CSU          | Mittelfranken/Oberfranken | Staatssekretär                                     |
| Heinrich Elhardt                    | 1880–1958   | CSU          | Oberbayern                |                                                    |
| Christian Endemann                  | 1885–1950   | SPD          | Niederbayern/Oberpfalz    |                                                    |
| Karl Andreas Endres                 | 1882–1954   | CSU          | Unterfranken              |                                                    |
| Leonhard Eser                       | 1889–1960   | WAV          | Oberbayern                |                                                    |
| Josef Faltermeier                   | 1882–1956   | CSU          | Niederbayern/Oberpfalz    |                                                    |
| Anton Feistle                       | 1892–1963   | CSU          | Niederbayern/Oberpfalz    |                                                    |
| Franz Fendt                         | 1892–1982   | SPD          | Oberbayern                | Staatsminister                                     |
| Georg Fey                           | 1882–1959   | CSU          | Schwaben                  |                                                    |
| Lorenz Fichtner                     | 1881–1949   | SPD          | Niederbayern/Oberpfalz    |                                                    |
| Ludwig Ficker                       | 1904–1947   | KPD          | Oberbayern                | Staatssekretär                                     |
| Wilhelm Fischer                     | 1904–1951   | SPD          | Mittelfranken/Oberfranken |                                                    |
| Heinrich Franke                     | 1887–1966   | SPD          | Mittelfranken/Oberfranken |                                                    |
| Josef Geiger                        | 1883–1947   | CSU          | Schwaben                  |                                                    |
| Johann Gentner                      | 1877–1953   | SPD          | Mittelfranken/Oberfranken |                                                    |
| Fritz Gräßler                       | 1904–1972   | SPD          | Mittelfranken/Oberfranken |                                                    |
| Georg Gromer                        | 1883–1952   | CSU          | Schwaben                  |                                                    |
| Franz Haas                          | 1904–1989   | SPD          | Mittelfranken/Oberfranken |                                                    |
| Franz Hader                         | 1890–1965   | SPD          | Mittelfranken/Oberfranken |                                                    |
| Georg Hagen                         | 1887–1958   | SPD          | Mittelfranken/Oberfranken |                                                    |
| Lorenz Hagen                        | 1885–1965   | SPD          | Mittelfranken/Oberfranken |                                                    |
| Heinrich Haiger                     | 1877–1953   | CSU          | Mittelfranken/Oberfranken |                                                    |
| Gottfried Hart                      | 1902–1987   | CSU          | Unterfranken              |                                                    |
| August Haußleiter                   | 1905–1989   | CSU          | Mittelfranken/Oberfranken |                                                    |
| Walter Held                         | 1897–1967   | CSU          | Niederbayern/Oberpfalz    |                                                    |
| Michael Helmerich                   | 1885–1974   | CSU          | Niederbayern/Oberpfalz    | Staatsminister                                     |
| Matthäus Herrmann                   | 1879–1959   | SPD          | Mittelfranken/Oberfranken | Vizepräsident                                      |
| Wilhelm Hoegner                     | 1887–1980   | SPD          | Oberbayern                | Ministerpräsident                                  |
| Julius Hofer                        | 1890–1953   | SPD          | Mittelfranken/Oberfranken |                                                    |
| Leopold Hofmann                     | 1896–1963   | SPD          | Niederbayern/Oberpfalz    |                                                    |
| Michael Horlacher                   | 1888–1957   | CSU          | Niederbayern/Oberpfalz    | Präsident der Verfassunggebenden Landesversammlung |
| Sebastian Huber                     | 1903–1973   | CSU          | Oberbayern                |                                                    |
| Alois Hundhammer                    | 1900–1974   | CSU          | Oberbayern                | Fraktionsvorsitzender                              |
| Friedrich Huth                      | 1892–1980   | CSU          | Unterfranken              |                                                    |
| Hans Imler                          | 1889–1976   | CSU          | Schwaben                  |                                                    |
| Peter Joseph Jörg                   | 1874–1958   | CSU          | Unterfranken              |                                                    |
| Elisabeth Kaeser                    | 1882–1953   | SPD          | Oberbayern                |                                                    |
| Albert Kaifer                       | 1893–1962   | CSU          | Schwaben                  |                                                    |
| Fritz Kaiser                        | 1901–1966   | CSU          | Mittelfranken/Oberfranken |                                                    |
| Hugo Karpf                          | 1895–1994   | CSU          | Unterfranken              |                                                    |
| Georg Kerner                        | 1905–1966   | SPD          | Mittelfranken/Oberfranken |                                                    |
| Josef Kiene                         | 1895–1981   | SPD          | Oberbayern                |                                                    |
| Waldemar Freiherr von Knoeringen    | 1906–1971   | SPD          | Oberbayern                |                                                    |
| Ernst Körner                        | 1899–1952   | SPD          | Mittelfranken/Oberfranken |                                                    |
| Hans Kramer                         | 1903–1980   | SPD          | Schwaben                  |                                                    |
| Lorenz Krapp                        | 1882–1947   | CSU          | Mittelfranken/Oberfranken |                                                    |
| Engelbert Kraus                     | 1901–1974   | CSU          | Unterfranken              |                                                    |
| Heinrich Krehle                     | 1892–1969   | CSU          | Oberbayern                | Staatssekretär                                     |
| Josef Krempl                        | 1886–1971   | CSU          | Niederbayern/Oberpfalz    |                                                    |
| Karl August Kroth                   | 1893–1980   | CSU          | Unterfranken              |                                                    |
| Konrad Kübler                       | 1884–1974   | CSU          | Niederbayern/Oberpfalz    |                                                    |
| Hans Kunath                         | 1899–1979   | SPD          | Unterfranken              |                                                    |
| Max Kuß                             | 1903–1976   | KPD          | Mittelfranken/Oberfranken |                                                    |
| Carljörg Lacherbauer                | 1902–1967   | CSU          | Oberbayern                |                                                    |
| Johannes Lau                        | 1877–1960   | CSU          | Schwaben                  |                                                    |
| Josef Laumer                        | 1887–1973   | SPD          | Niederbayern/Oberpfalz    |                                                    |
| Max Lehmer                          | 1885–1964   | CSU          | Oberbayern                |                                                    |
| Richard Leupoldt                    | 1907–1983   | WAV          | Mittelfranken/Oberfranken |                                                    |
| Georg Lill                          | 1883–1951   | CSU          | Oberbayern                |                                                    |
| Fritz Linnert                       | 1885–1949   | FDP          | Mittelfranken/Oberfranken |                                                    |
| Heinrich Löblein                    | 1897–????   | WAV          | Mittelfranken/Oberfranken | später FDP                                         |
| Alfred Loritz                       | 1902–1979   | WAV          | Oberbayern                |                                                    |
| Johann Maag                         | 1898–1976   | SPD          | Unterfranken              |                                                    |
| Georg Mack                          | 1899–1973   | CSU          | Mittelfranken/Oberfranken |                                                    |
| Anton Maier                         | 1892–1966   | CSU          | Niederbayern/Oberpfalz    |                                                    |
| Friedrich Mandl                     | 1901–1983   | CSU          | Niederbayern/Oberpfalz    |                                                    |
| Gabriel Mayer                       | 1878–1954   | CSU          | Oberbayern                |                                                    |
| Karl Sigmund Mayr                   | 1906–1978   | CSU          | Mittelfranken/Oberfranken |                                                    |
| August Melchner                     | 1899–1967   | CSU          | Oberbayern                |                                                    |
| Ludwig Meyer                        | 1886–1957   | SPD          | Mittelfranken/Oberfranken |                                                    |
| Elisabeth Meyer-Spreckels           | 1890–1974   | CSU          | Mittelfranken/Oberfranken |                                                    |
| Bernhard Muhr                       | 1900–1967   | SPD          | Niederbayern/Oberpfalz    |                                                    |
| Josef Müller                        | 1898–1979   | CSU          | Oberbayern                |                                                    |
| Adalbert Neckermann                 | 1890–1970   | CSU          | Unterfranken              |                                                    |
| Adam Nüssel                         | 1897–1962   | CSU          | Mittelfranken/Oberfranken |                                                    |
| Franz Op den Orth                   | 1902–1970   | SPD          | Unterfranken              |                                                    |
| Klement Ortloph                     | 1890–1973   | CSU          | Niederbayern/Oberpfalz    |                                                    |
| Hans Pabstmann                      | 1896–1950   | CSU          | Mittelfranken/Oberfranken |                                                    |
| Matthäus Pest                       | 1903–1993   | CSU          | Schwaben                  |                                                    |
| Anton Pfeiffer                      | 1888–1957   | CSU          | Oberbayern                | Staatsminister                                     |
| Adolf Valentin Kilian Pfeuffer      | 1875–1956   | CSU          | Unterfranken              |                                                    |
| Franz Pfleger                       | 1872–1964   | CSU          | Niederbayern/Oberpfalz    |                                                    |
| Josef Piechl                        | 1889–1961   | CSU          | Niederbayern/Oberpfalz    |                                                    |
| Andreas Piehler                     | 1888–1970   | SPD          | Oberbayern                |                                                    |
| Claus Pittroff                      | 1896–1958   | SPD          | Mittelfranken/Oberfranken |                                                    |
| Wolfgang Prechtl                    | 1883–1964   | CSU          | Niederbayern/Oberpfalz    |                                                    |
| Friedrich von Prittwitz und Gaffron | 1884–1955   | CSU          | Unterfranken              |                                                    |
| Josef Prüschenk                     | 1908–1966   | CSU          | Niederbayern/Oberpfalz    |                                                    |
| Hans Raum                           | 1883–1976   | CSU          | Oberbayern                |                                                    |
| Georg Riedel                        | 1900–1980   | CSU          | Schwaben                  |                                                    |
| Lorenz Riedmiller                   | 1880–1960   | SPD          | Schwaben                  |                                                    |
| Max Rief                            | 1893–1980   | CSU          | Niederbayern/Oberpfalz    |                                                    |
| Eugen Rindt                         | 1907–1979   | CSU          | Schwaben                  |                                                    |
| Josef Riß                           | 1883–1958   | CSU          | Oberbayern                |                                                    |
| Ludwig Roiger                       | 1901–1961   | SPD          | Niederbayern/Oberpfalz    |                                                    |
| Christian Roith                     | 1905–1969   | SPD          | Oberbayern                |                                                    |
| Franz Röll                          | 1886–1952   | SPD          | Mittelfranken/Oberfranken |                                                    |
| Hans Römer                          | 1893–1950   | fraktionslos | Oberbayern                | bis Oktober 1946 WAV                               |
| Albert Roßhaupter                   | 1878–1949   | SPD          | Oberbayern                | Fraktionsvorsitzender                              |
| Fridolin Rothermel                  | 1895–1955   | CSU          | Schwaben                  |                                                    |
| Franz Ludwig Sauer                  | 1893–1950   | CSU          | Unterfranken              |                                                    |
| Peter Schacher                      | 1888–1959   | CSU          | Mittelfranken/Oberfranken |                                                    |
| Josef Scharf                        | 1890–1965   | CSU          | Niederbayern/Oberpfalz    |                                                    |
| Karl Scharnagl                      | 1881–1963   | CSU          | Oberbayern                |                                                    |
| Otto Schefbeck                      | 1900–1972   | CSU          | Oberbayern                |                                                    |
| Richard Scheringer                  | 1904–1986   | KPD          | Oberbayern                |                                                    |
| Gustav Schiefer                     | 1876–1956   | SPD          | Oberbayern                |                                                    |
| Hermann Schirmer                    | 1897–1981   | KPD          | Mittelfranken/Oberfranken | Fraktionsvorsitzender                              |
| Georg Schlicht                      | 1891–1970   | WAV          | Schwaben                  |                                                    |
| Alois Schlögl                       | 1893–1957   | CSU          | Schwaben                  |                                                    |
| Andreas Schmid                      | 1900–1985   | CSU          | Mittelfranken/Oberfranken |                                                    |
| Karl Schmid                         | 1883–1958   | CSU          | Oberbayern                |                                                    |
| Gottlieb Schmidt                    | 1882–1960   | WAV          | Schwaben                  |                                                    |
| Heinrich Schmitt                    | 1895–1951   | KPD          | Unterfranken              |                                                    |
| Georg Schneider                     | 1902–1972   | FDP          | Mittelfranken/Oberfranken |                                                    |
| Gustav Schneider                    | 1899–????   | KPD          | Niederbayern/Oberpfalz    |                                                    |
| Peter Schöllhorn                    | 1888–1970   | SPD          | Schwaben                  |                                                    |
| Georg Schöpf                        | 1885–1962   | SPD          | Niederbayern/Oberpfalz    |                                                    |
| Josef Schraml                       | 1895–1954   | CSU          | Niederbayern/Oberpfalz    |                                                    |
| Kunigunde Schwab                    | 1910–1997   | KPD          | Mittelfranken/Oberfranken | geborene Schumann                                  |
| Hans Schwägerl                      | 1901–1973   | CSU          | Mittelfranken/Oberfranken |                                                    |
| Josef Schwalber                     | 1902–1969   | CSU          | Oberbayern                |                                                    |
| August Schwingenstein               | 1881–1968   | CSU          | Schwaben                  |                                                    |
| Lorenz Sedlmayr                     | 1887–1971   | CSU          | Oberbayern                | Vizepräsident                                      |
| Hanns Seidel                        | 1901–1961   | CSU          | Unterfranken              |                                                    |
| Josef Seifried                      | 1892–1962   | SPD          | Oberbayern                | Staatsminister                                     |
| Johannes Semler                     | 1898–1973   | CSU          | Mittelfranken/Oberfranken |                                                    |
| Eduard Staudt                       | 1895–1976   | SPD          | Niederbayern/Oberpfalz    |                                                    |
| Johann Stern                        | 1896–1972   | WAV          | Niederbayern/Oberpfalz    |                                                    |
| Alois Stinglwagner                  | 1887–1955   | CSU          | Oberbayern                |                                                    |
| Jean Stock                          | 1893–1965   | SPD          | Unterfranken              |                                                    |
| Heinrich Stöhr                      | 1904–1958   | SPD          | Mittelfranken/Oberfranken |                                                    |
| Georg Stücklen                      | 1875–1956   | CSU          | Mittelfranken/Oberfranken |                                                    |
| Adam Sühler                         | 1889–1964   | CSU          | Mittelfranken/Oberfranken |                                                    |
| Rupert Thaler                       | 1892–1966   | CSU          | Niederbayern/Oberpfalz    |                                                    |
| Franz Thierfelder                   | 1896–1963   | CSU          | Schwaben                  |                                                    |
| Martin Trettenbach                  | 1891–1971   | CSU          | Niederbayern/Oberpfalz    |                                                    |
| Josef Tröger                        | 1895–1971   | SPD          | Niederbayern/Oberpfalz    |                                                    |
| Franz-Joseph Wächter                | 1878–1959   | CSU          | Unterfranken              |                                                    |
| Karl Wagner                         | 1898–1982   | CSU          | Unterfranken              |                                                    |
| Alois Weinzierl                     | 1879–1959   | CSU          | Niederbayern/Oberpfalz    |                                                    |
| Georg Weinzierl                     | 1896–1969   | CSU          | Oberbayern                |                                                    |
| Michael Weise                       | 1889–1969   | CSU          | Niederbayern/Oberpfalz    |                                                    |
| Karl Wiedemann                      | 1904–1981   | KPD          | Schwaben                  |                                                    |
| Franz Wilhelm                       | 1894–1973   | SPD          | Niederbayern/Oberpfalz    |                                                    |
| Thomas Wimmer                       | 1887–1964   | SPD          | Oberbayern                |                                                    |
| Martin Winkler                      | 1885–1959   | CSU          | Niederbayern/Oberpfalz    |                                                    |
| Franz Wittmann                      | 1887–1975   | CSU          | Oberbayern                |                                                    |
| Julian Wittmann                     | 1891–1951   | CSU          | Mittelfranken/Oberfranken |                                                    |
| Michael Witzlinger                  | 1888–1971   | CSU          | Niederbayern/Oberpfalz    |                                                    |
| Hans Wutzlhofer                     | 1893–1969   | CSU          | Unterfranken              |                                                    |
| Josef Alois Zahn                    | 1888–1965   | CSU          | Niederbayern/Oberpfalz    |                                                    |
| Friedrich Zietsch                   | 1903–1976   | SPD          | Mittelfranken/Oberfranken |                                                    |
| Max Zillibiller                     | 1896–1970   | CSU          | Schwaben                  |                                                    |
| Max Zwicknagl                       | 1900–1969   | CSU          | Oberbayern                |                                                    |